# Pharmacopée

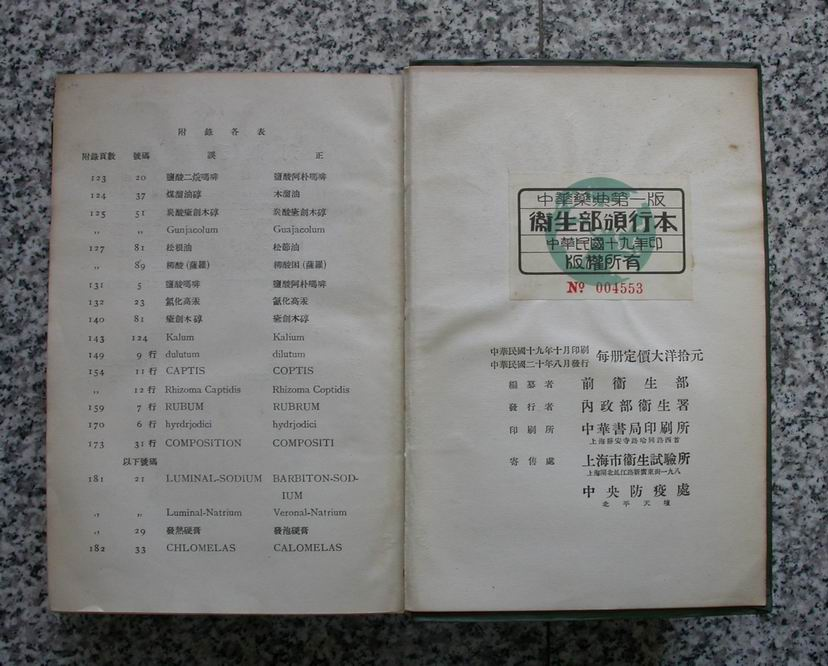
Page d’un ouvrage de pharmacopée.

Historiquement, une pharmacopée  est un ouvrage encyclopédique recensant principalement des plantes à usage thérapeutique, mais également des substances d'origine animale ou minérale et, plus récemment, des substances chimiques.
Parmi les importantes pharmacopées publiées à l'époque moderne, il faut citer le Nuovo ricettario composto dal Collegio dei Dottori di Firenze (1498), ainsi que celles du médecin Abul Qasim ibn Mohammed al-Ghassani (1610), de Nicolas Lémery (1697), de John Quincy (1749) et d'Antoine Jourdan (1828).
De nos jours, le terme désigne généralement un recueil à caractère officiel et réglementaire des matières premières autorisées dans un pays ou dans un groupe de pays pour la fabrication des médicaments. Il existe des pharmacopées nationales, comme la pharmacopée française, dénommée Codex Medicamentarius Gallicus jusqu'en 1963, et des pharmacopées internationales, comme la pharmacopée européenne, publiée par le Conseil de l'Europe, et celle publiée au niveau mondial par l'OMS.
Par métonymie, le terme de pharmacopée désigne aussi l'ensemble des médicaments, souvent des plantes, utilisés dans une région ou à une époque donnée. On parle ainsi de pharmacopée traditionnelle.
Le terme dérive du grec hellénistique φαρμακοποιΐα / farmakopoiía, « l'art de préparer les médicaments », lui-même issu de φάρμακον / pharmakon, « médicament », suivi par la racine verbale ποι- / poi-, « faire » et enfin de la terminaison abstraite –ια / -ia.
En tant qu'ouvrage de pharmacie, la pharmacopée succède à l'antidotaire du Moyen Âge (synonyme) ou liste de drogues composées, de médicaments. L'aqrabadin des arabes était également une liste de « drogues composées » et non de drogues simples comme Materia medica de Dioscoride (herbes, plantes, simples médecines).

## Exemples de pharmacopées

### Pharmacopée traditionnelle
À base d'extraits de plantes médicinales, elle a été utilisée jusqu'à l'époque contemporaine en Europe et dans les sociétés du monde entier. Elle est primordiale dans la médecine traditionnelle chinoise car elle répertorie toutes les plantes et minéraux utilisés pour le traitement des maladies (par des décoctions, des poudres, etc.). Comme exemple de pharmacopée ancienne dite maritime, on peut citer la pharmacopée de la Compagnie française des Indes orientales.

### Pharmacopées internationales
- la Pharmacopée internationale (abréviation : Ph. Int.), publiée au niveau mondial par l'OMS. Disponible en ligne sur le site de l'OMS[4] ;
- la Pharmacopée européenne (abréviation : Ph. Eur.), publiée par le Conseil de l'Europe. Elle en est à sa 10e édition. Elle est disponible en versions française et anglaise[5].

Des accords ont été passés entre les trois « grandes » pharmacopées (la Pharmacopée européenne, la Pharmacopée américaine (USP), la Pharmacopée japonaise) afin d'harmoniser la présentation des monographies, etc. En France, la loi « Grenelle II » de 2010 demande au gouvernement de rendre au parlement un rapport sur les « méthodes d’encouragement et de développement de la recherche en matière de valorisation et d'exploitation de la pharmacopée des territoires ultramarins » (art. 97).

### Pharmacopées nationales
- la Pharmacopée américaine – USP (United States Pharmacopeia, USP 39 pour l'actuelle 39e édition).
- la Pharmacopée japonaise – JP (disponible en anglais : Japanese Pharmacopoeia).
- la Pharmacopée indienne – IP (également disponible en anglais : Indian Pharmacopoeia).
- la Pharmacopée helvétique – Ph. Helv.
- la Pharmacopée française – Ph. Fr. (Ph. Fr. XI : actuelle 11e édition). Disponible en ligne gratuitement sur le site de l'Ansm Pharmacopée française
- la Pharmacopée belge – Ph. Belg. (Ph. Belg. VI : actuelle 6e édition, identique à la Ph. Eur. II).
- la Pharmacopée britannique – BP (British Pharmacopoeia).
- la Pharmacopée allemande – DAB (Deutsches Arzneibuch).
- la Pharmacopée autrichienne – ÖAB (Österreichisches Arzneibuch).